# ラクウショウ
ラクウショウ（落羽松、学名: Taxodium distichum）は裸子植物マツ綱のヒノキ科ヌマスギ属に分類される落葉針葉樹の1種である。幹の下部は広がってときに屏風状になり（図1）、また周囲の地面からしばしば呼吸根が隆起している。葉は柔らかくふつう枝に2列に羽状につき、秋には枝ごと落ちる。米国南東部に分布し、湿地に生育しており、水中から生じていることもある（図1）。
葉が2列についた枝を鳥の羽根に見立て、これが秋に落ちるため「ラクウショウ（落羽松）」の名がついた。沼のほとりなどに生育することからヌマスギ（沼杉）ともよばれ、こちらを標準和名としている例も多い。中国名は、落羽杉。英語で Bald cypress（ボールド・サイプレス）ともよばれているが、これは「葉のないイトスギ」の意味で、羽状の葉が落葉することに因む。ヌマスギ属（ラクウショウ属）に属する現生種としてはラクウショウの他にメキシコラクウショウ（Taxodium mucronatum）があるが、この種はラクウショウの変種とされることもある。

## 特徴
落葉性または半落葉性の高木であり（図1, 2a）、高さ10 - 20メートル (m)、大きなものは高さ45 m、幹の直径 4 m になる。長命であり、確実な例としては樹齢2,624年のものが報告されている（標本番号 BLK227）。樹冠は若いうちは円錐形だが、古くなると不規則になる。幹は直立し、ふつう基部が広がり、しばしば屏風状になる（図1, 2a, b）。樹皮は赤褐色から灰褐色で、古くなるほど灰色になってゆき、縦に細長く剥がれる（下図2b）。樹皮は直線的な縦筋状から次第に粗く剥がれる。
基部から5 m以内の地面や水中からしばしば呼吸根（膝根）が直立、隆起しているのが特異で、大きなものは高さ 1.5 m になる（下図2c）。膝根は湿地にある株では発達するが、乾燥地ではあまり発達しない。ラクウショウの呼吸根が空気中から酸素を吸収する量と、根の中の酸素量が関連していることは科学的にもわかっているが、呼吸根を切断しても木は成長を続けることができる。呼吸根の機能については、木を安定させる、炭水化物を貯蔵する、木が生えている水路を流れてきた肥沃な土や腐った植物を堆積させるなど諸説いわれているが、これらの科学的な論拠は示されていない。
枝は無毛、最初は緑色でのちに褐色になる。多年生の長枝と、これに側生する一年生の短枝がある。長枝には、小さな針状の葉がらせん状につく。短枝の葉は、温帯域では秋に紅葉して短枝とともに落枝するが（下図3c）、亜熱帯域では一年以上ついている。ふつう短枝の葉は扁平で長さ10-18ミリメートル (mm)、柔らかく、2列に羽状に互生する（下図3a）。子葉は4–9枚。しかし変種タチラクウショウ（Taxodium distichum var. imbricatum) では、短枝の葉も針状で長さ 3-10 mm、斜立した枝にらせん状についている（下図3b）。枝葉はメタセコイアよりも幅狭く、メタセコイアがすべて対生するのに対して、ラクウショウではすべて互生する。
雌雄同株、"花期"は4月。雄球花（"雄花"）は楕円形、秋に形成され、多数が互生して長さ10–20センチメートル (cm) の"花序"を形成して枝の先につき、春に葉が展開する前に花粉を放出する（下図4a）。雄球花は10-20個の小胞子葉（"雄しべ"）からなり、各小胞子葉には2–10個の花粉嚢がついている。雌球花は枝の先端につき、各種鱗には2個の直生胚珠が付随する。
球果は球形、らせん状についた5–12個の果鱗からなり、直径 20–35 cm、最初は緑白色で多肉質であるが（下図4b）、その年の10–11月に成熟すると褐色で木質になる（上図3c）。果鱗はきれいに重なり合っており、先は盾状で、内側に芳香のある赤い液状の樹脂がある。種子は発達の過程でも反転せず、成熟すると光沢のある褐色で長さ約 1.2 cm、いびつな3稜形である（下図4c）。染色体数は 2n = 22。
冬芽は互生し、卵形で多数の芽鱗に包まれている。雄花の冬芽（花芽）は穂になり、円錐状に垂れ下がり、その花序に多数が互生する。雌花の冬芽は枝と同色で、枝先に数個つき、多数の芽鱗に包まれている。枝に残る落枝痕は白っぽくて円く、その上にある小さな突起が葉痕である。
メタセコイアはラクウショウに似ているが、葉が対生する点や球果が小さい点でラクウショウと区別できる。

## 分布・生態
北アメリカの米国南東部、ヴァージニア州からテキサス州、またミシシッピ川沿いにインディアナ州、イリノイ州までに分布する（下図5a）。川岸や湿地に生育し、根元が冠水した状態で生きているものも多い（下図5b, c）。また世界各地で植栽されている。
ラクウショウは特に定期的に冠水する場所では、地上から隆起する呼吸根を形成する（上図5d）。一般的に、この呼吸根は嫌気的な（酸素が乏しい）土壌において根が呼吸することに用いられていると考えられている。ただしその確実な証拠はなく、また浸水して軟化した土壌において木を支える役割を果たしているとする説や、根からの萌芽再生を容易にしているとする説もある。

## 人間との関わり
ときに観賞用に庭園や公園に植栽される（下図6a, b）。特に他の樹木では根腐れなどを起こしてしまう湿地でも生育できるため、このような環境に植えられるが、水辺以外でも生育できる。また観賞用としては、呼吸根を生じることでも人気がある。日当たりがよく、腐植質に富んだ湿潤な土壌が適している。実生または挿し木によって増やす。日本には明治初期に渡来し、関東地方南部以西に適し、湿気の多い公園、庭園、社寺境内などに植栽されている。盆栽に用いられることもある（下図6c）。
材は軽軟で耐朽性が高く、建築材、家具材、器具材、木箱、棺桶、枕木、温室材、ドック、土木材などさまざまな用途に用いられる（上図6d）。辺材は白色から淡黄色、心材の色は産地などによって異なり、黄色、褐色、黒色などがある。木理は通直、肌目は精、やや重硬材である。また呼吸根も船の材料などに使われる。ラクウショウは湿地で生育するためか、材は腐りにくく、昔は「永遠の木」として知られていた。
ラクウショウは、ルイジアナ州の木とされる。

## 分類

### タチラクウショウ
ラクウショウのうち、短枝の葉が針状で長さ 3-10 mm、斜立した枝にらせん状についているものは変種レベルで分けられ、タチラクウショウ（Taxodium distichum var. imbricatum) に分類される（上図3b）。典型的なものは基本変種（Taxodium distichum var. distichum）と明瞭に異なるが、その差異は連続的であり、明確に区別することは難しい。また生殖的にも隔離されておらず、2変種間に遺伝子流動があることが報告されている。

### メキシコラクウショウ
ヌマスギ属（ラクウショウ属）には、ラクウショウ（Taxodium distichum）に加えてふつうメキシコラクウショウ（Taxodium mucronatum）（下図7）が分類される。メキシコラクウショウはメキシコおよびグアテマラに分布し（下図7a）、球果がやや小型である点（直径 14–25 mm）、呼吸根を形成することが稀である点、葉の両面に気孔が均等に分布する点、耐霜性がない点でラクウショウとは区別できるが、これらの差異は生育環境の差異に起因している可能性もある。またメキシコラクウショウをラクウショウの変種（Taxodium distichum var. mexicanum）とすることもある。メキシコラクウショウの幹はときに非常に太くなり、メキシコのオアハカ州にあるトゥーレの木（El Árbol del Tule）とよばれる個体は、幹周り 36.2 m、直径 11.62 m に達し（2005年現在）、世界一太い木とされる（下図7d）。

### ヌマスギ属
上記のように、ヌマスギ属には現生種としてはラクウショウとメキシコラクウショウの2種（または1種にまとめる）が分類される（下表1）。ヌマスギ属は、ふつうスギ科に分類されていた。しかし21世紀になるとスギ科はヒノキ科に含められるようになり、ヌマスギ属はヒノキ科に分類されるようになった。ヌマスギ属はスギ属やスイショウ属に近縁であり、この3属を合わせてスギ亜科（Taxodioideae）に分類される。特にスイショウ属に近縁であり、両属は1年で枝ごと落ちる葉や呼吸根、生育環境が湿地であるなどの点で共通している。
白亜紀以降、ヌマスギ属の化石は日本を含む北半球で広く見つかっている（下図8）。しかし新第三紀になると東アジアでは姿を消し、現在では北米のみで生き残っている。
| 表1. ヌマスギ属の分類の1例 - ヒノキ科 Cupressaceae Gray (1822), nom. cons. - スギ亜科 Taxodioideae K.Koch - ヌマスギ属（ラクウショウ属） Taxodium Rich. (1810) シノニム: Cuprespinnata J.Nelson (1866); Schubertia Mirb. (1812) - †Taxodium wallisii Aulenback & LePage (998) 後期白亜紀（カナダ） - †Taxodium dubium (Sternberg) Heer (1853) シノニム: Phyllites dubius Sternberg (1823); Taxites acicularis Brongniart (1828); Taxites affinis Goeppert & Berendt (1845); Taxodium fischeri Heer (1855); Taxodium miocenicum Heer (1933); Taxodium balticum Sveshnikova & Budantsev (1960); Taxodium heerii Dorofeev (1976) 始新世から中新世（北米、ヨーロッパ、アジア） - †Taxodium rossicum Dorofeev (1976) 鮮新世（ヨーロッパ） - ラクウショウ（広義） Taxodium distichum (L.) Rich. (1810) シノニム: Cupressus disticha L. (1753); Cuprespinnata disticha (L.) J.Nelson (1866); Cupressus laeta Salisb. (1796), nom. superfl.; Schubertia disticha (L.) Mirb. (1825); Taxodium distichum var. typica A.Henry (1906), not validly publ. - ラクウショウ（ヌマスギ） Taxodium distichum var. distichum シノニム: Cupressus americana Catesby ex Endl. (1847); Cupressus disticha var. nutans Aiton (1789); Cupressus disticha var. patens Aiton (1789); Cupressus montezumae Humb. & Bonpl. ex Parl. (1868); Glyptostrobus columnaris Carrière (1881); Taxodium ascendens f. nutans (Aiton) Rehder (1926); Taxodium ascendens var. nutans (Aiton) Rehder (1927); Taxodium denudatum Carrière (1867); Taxodium distichum f. confusum E.J.Palmer & Steyerm. (1938); Taxodium distichum subsp. nutans (Aiton) A.E.Murray (1982); Taxodium distichum var. nutans (Aiton) Sweet (1827); Taxodium distichum var. patens (Aiton) Sweet (1827); Taxodium distichum f. pendens Rehder (1939); Taxodium distichum f. pendulum-elegans Beissn. (1891); Taxodium distichum f. pendulum-novum P.Sm. ex Beissn. (1891); Taxodium distichum recurvum C.Van Geert (1862); Taxodium knightii K.Koch (1873); Taxodium pyramidatum Beissn. (1891); Taxodium sinense Nois. ex Gordon & Glend. (1858), nom. illeg. - タチラクウショウ（イケスギ） Taxodium distichum var. imbricatum (Nutt.) Croom (1837) シノニム: Cupressus disticha var. imbricaria Nutt. (1835); Taxodium imbricarium (Nutt.) R.M.Harper (1902); Cuprespinnata disticha var. pendula (J.Forbes) J.Nelson (1866); Cupressus disticha var. pendula John M.Mill. (1826), nom. nud.; Cupressus imbricata Nutt. ex Gordon & Glend. (1858); Glyptostrobus lineatus (Poir.) Druce (1916); Glyptostrobus pendulus (J.Forbes) Endl. (1847); Schubertia disticha var. pendula (John M.Mill.) G.Don (1830), not validly publ.; Taxodium ascendens Brongn. (1833); Taxodium ascendens var. pendulum (J.Forbes) C.K.Schneid. (1913); Taxodium distichum var. ascendens (Brongn.) Mast. (1892); Taxodium distichum var. fastigiatum Knight ex Carrière (1855); Taxodium distichum var. microphyllum (Brongn.) Parl. (1868); Taxodium distichum var. pendulum (J.Forbes) Carrière (1867); Taxodium distichum f. pendulum (J.Forbes) Beissn. (1891); Taxodium lineatum Druce (1917); Taxodium microphyllum Brongn. (1833); Taxodium sinense var. pendulum J.Forbes (1839); Thuja lineata Poir. (1817) - メキシコラクウショウ Taxodium mucronatum Ten. (1853) シノニム: Cuprespinnata mexicana (Carrière) J.Nelson (1866); Taxodium distichum var. mexicanum (Carrière) Gordon & Glend. (1858); Taxodium distichum var. mucronatum (Ten.) A.Henry (1906); Taxodium huegelii C.Lawson (1851), nom. rej. prop.; Taxodium montezumae Decne. (1854); Taxodium mexicanum Carrière (1855); Taxodium pinnatum Carrière (1855); Taxodium virens Beissn. (1891) |

## ギャラリー

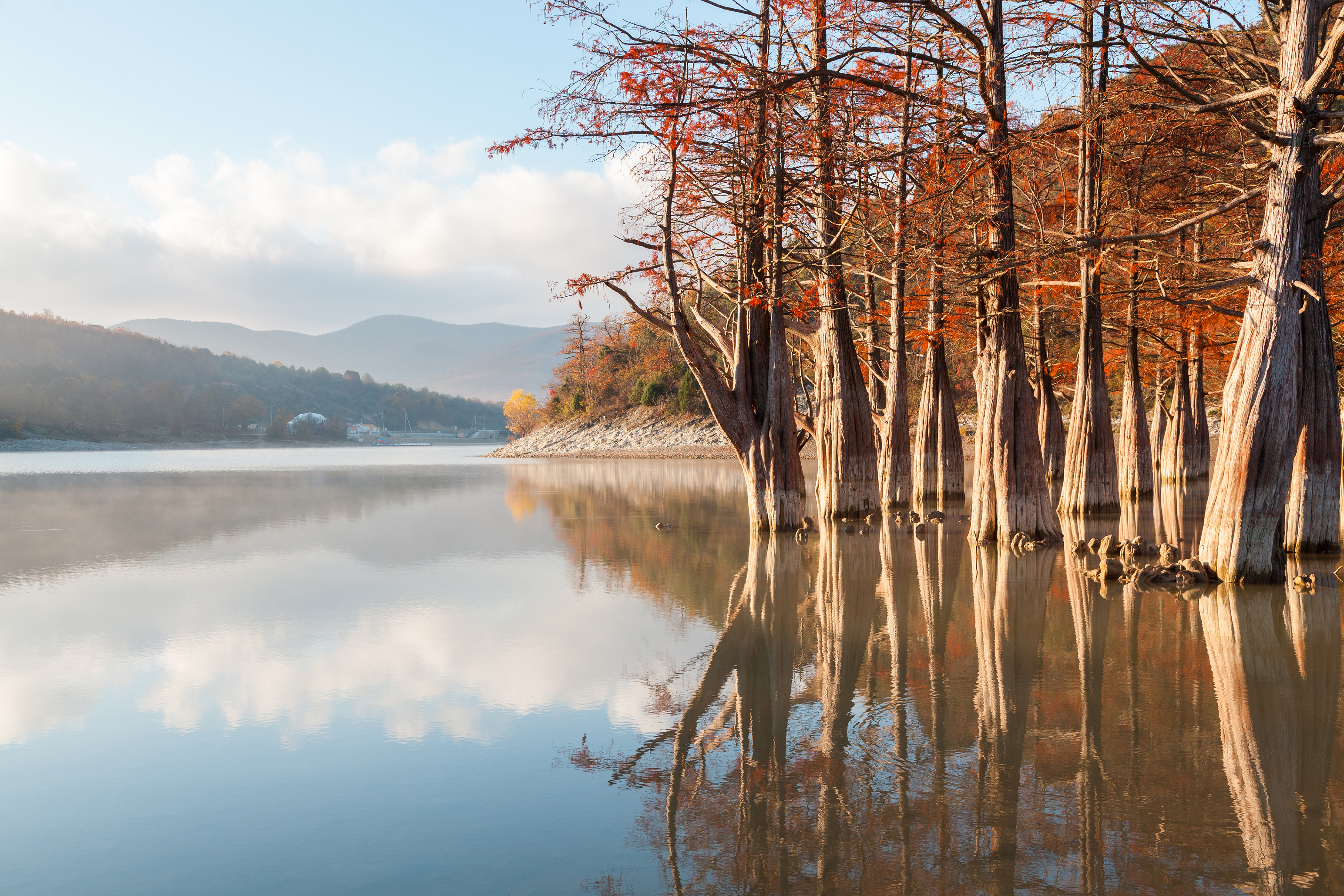
Sukko（ロシア）
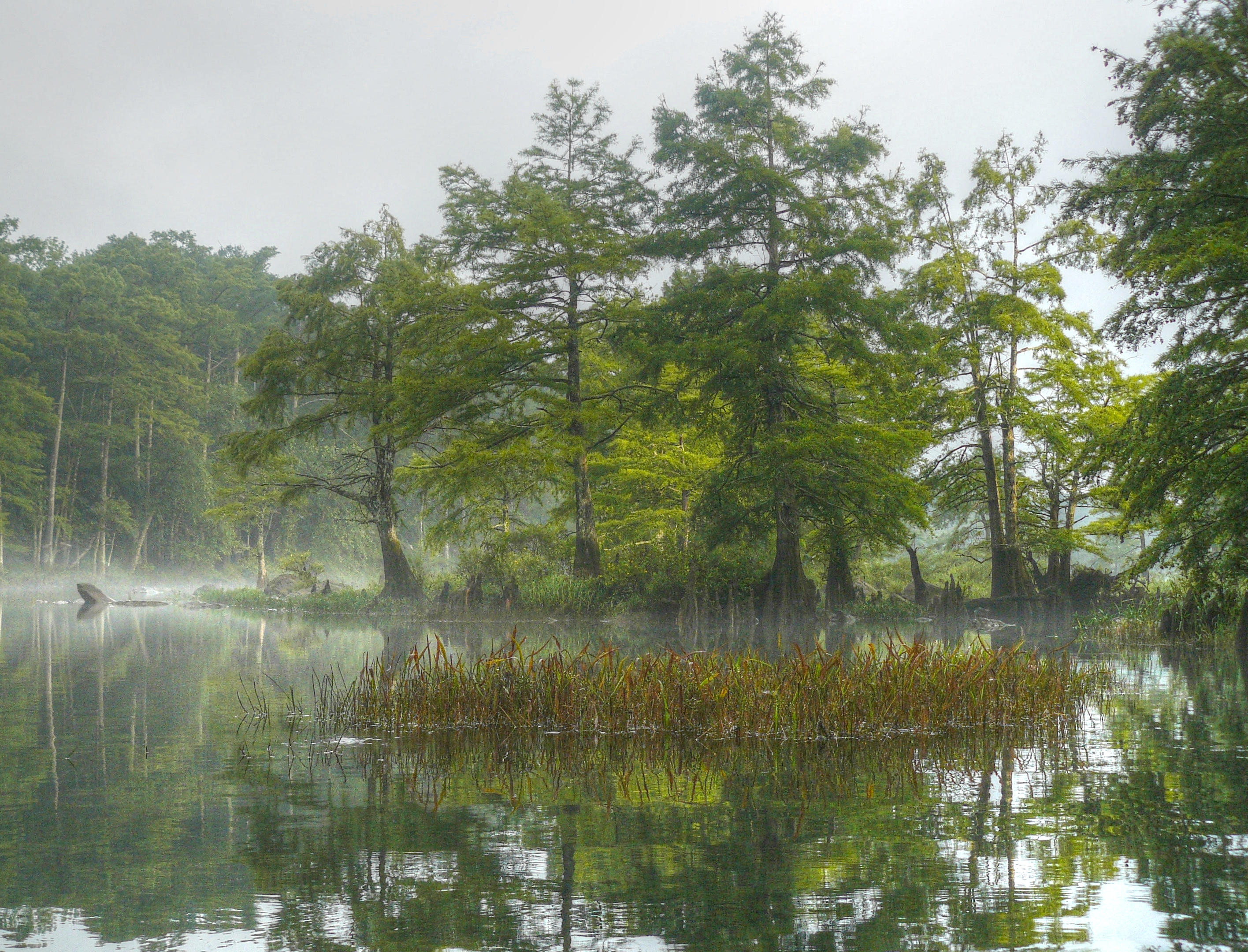
ブロークンボウ（オクラホマ州）
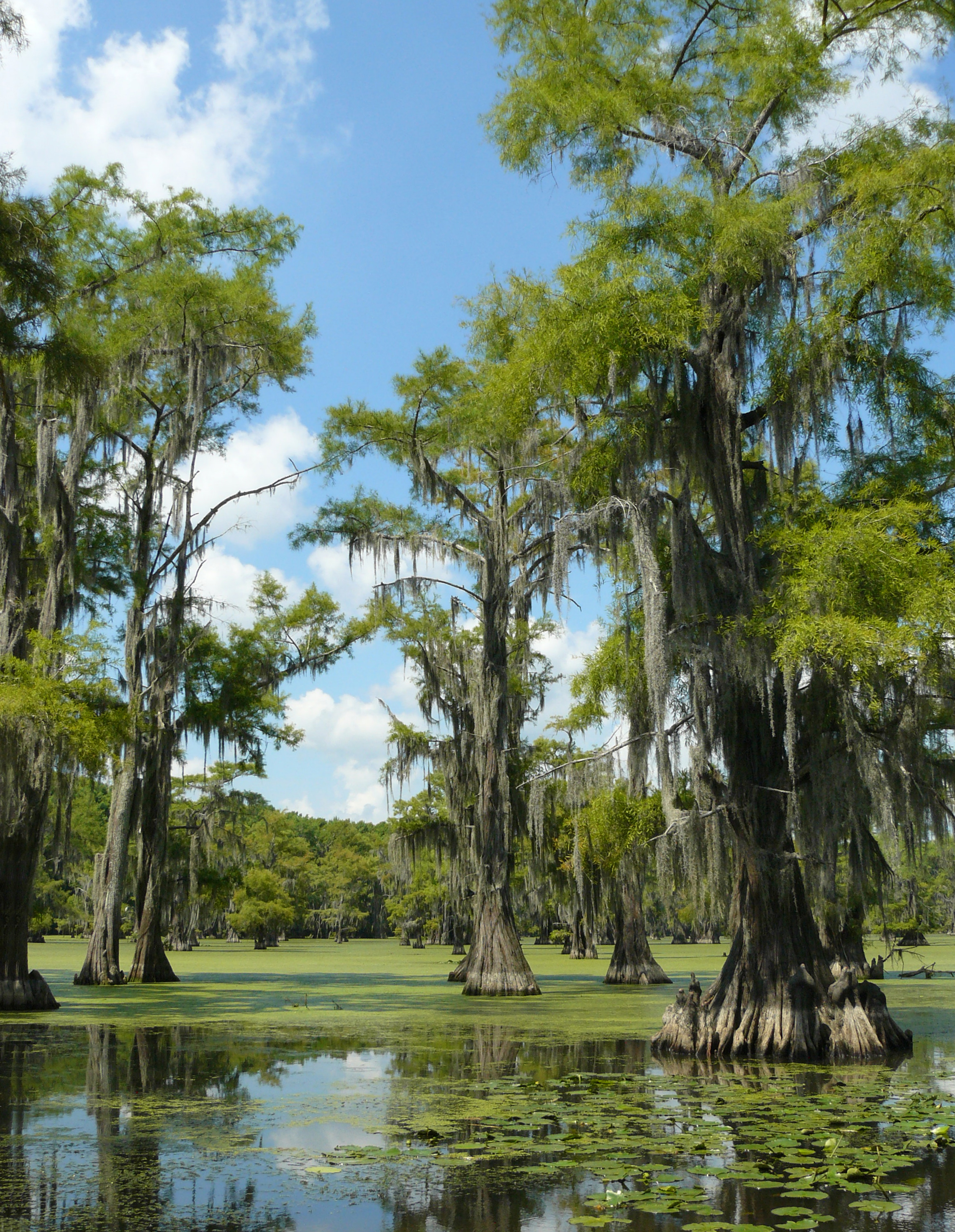
Caddo Lake（テキサス州）
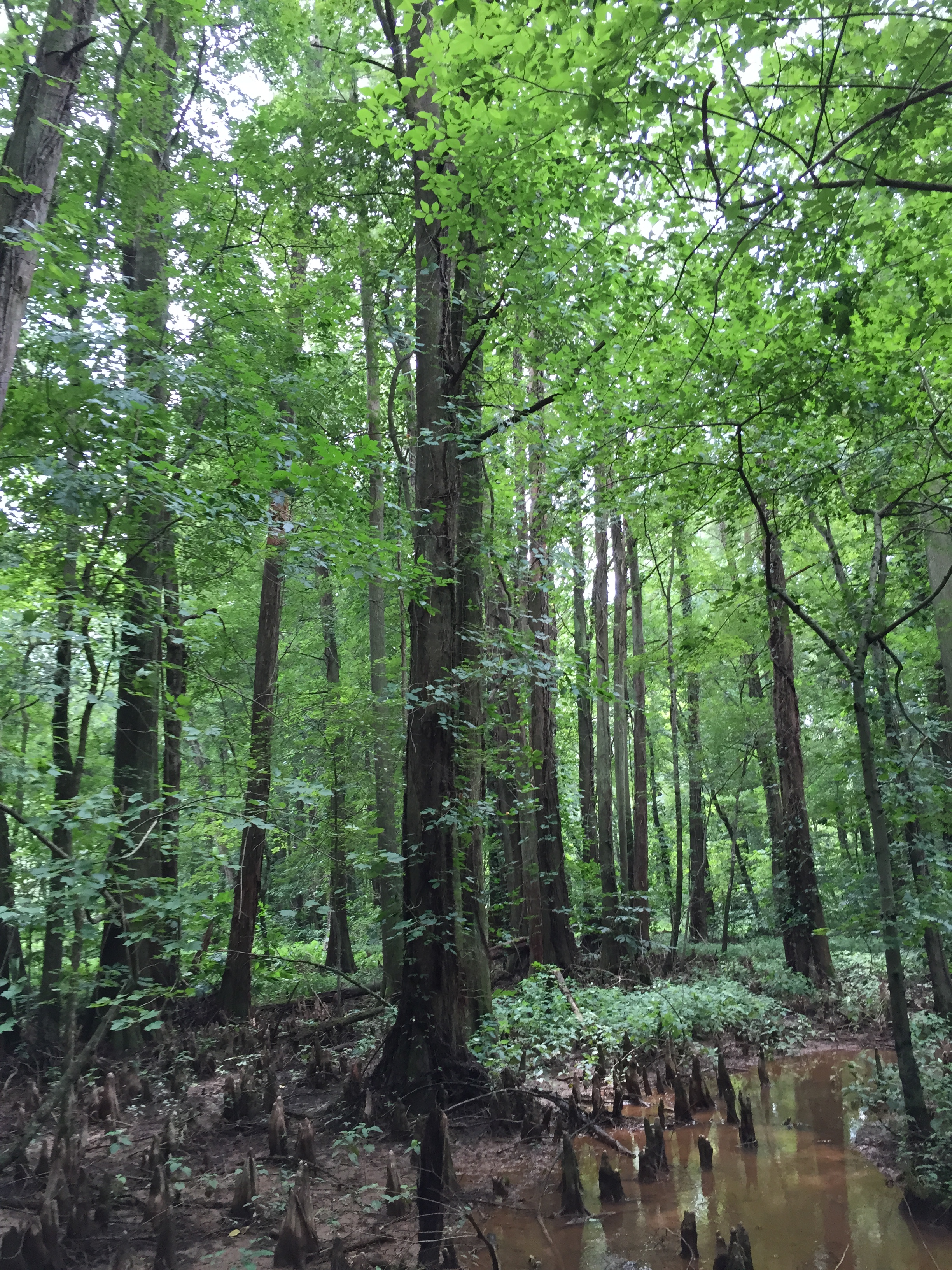
Calvert County（メリーランド州）
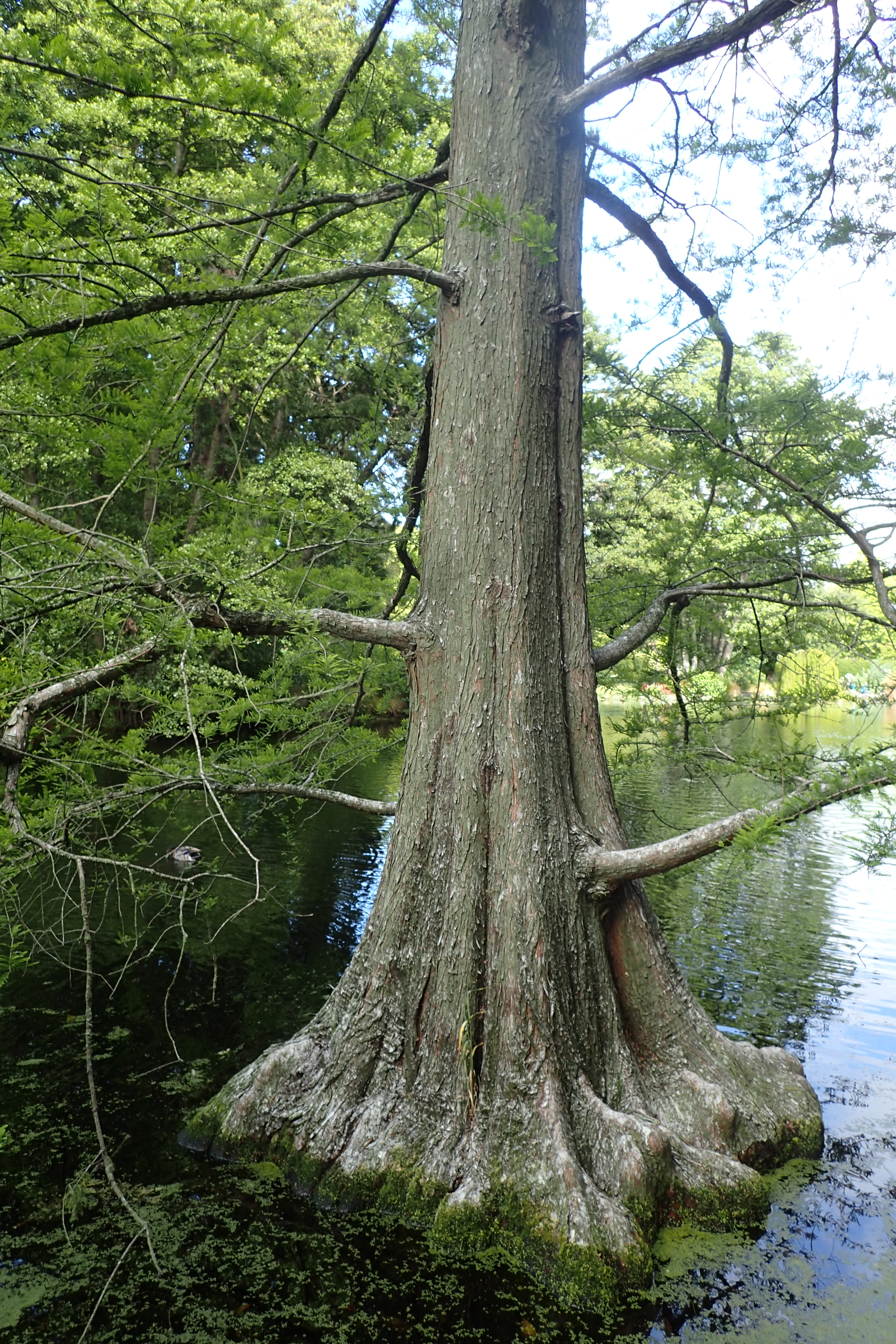
Christchurch Botanic Garden（ニュージーランド）
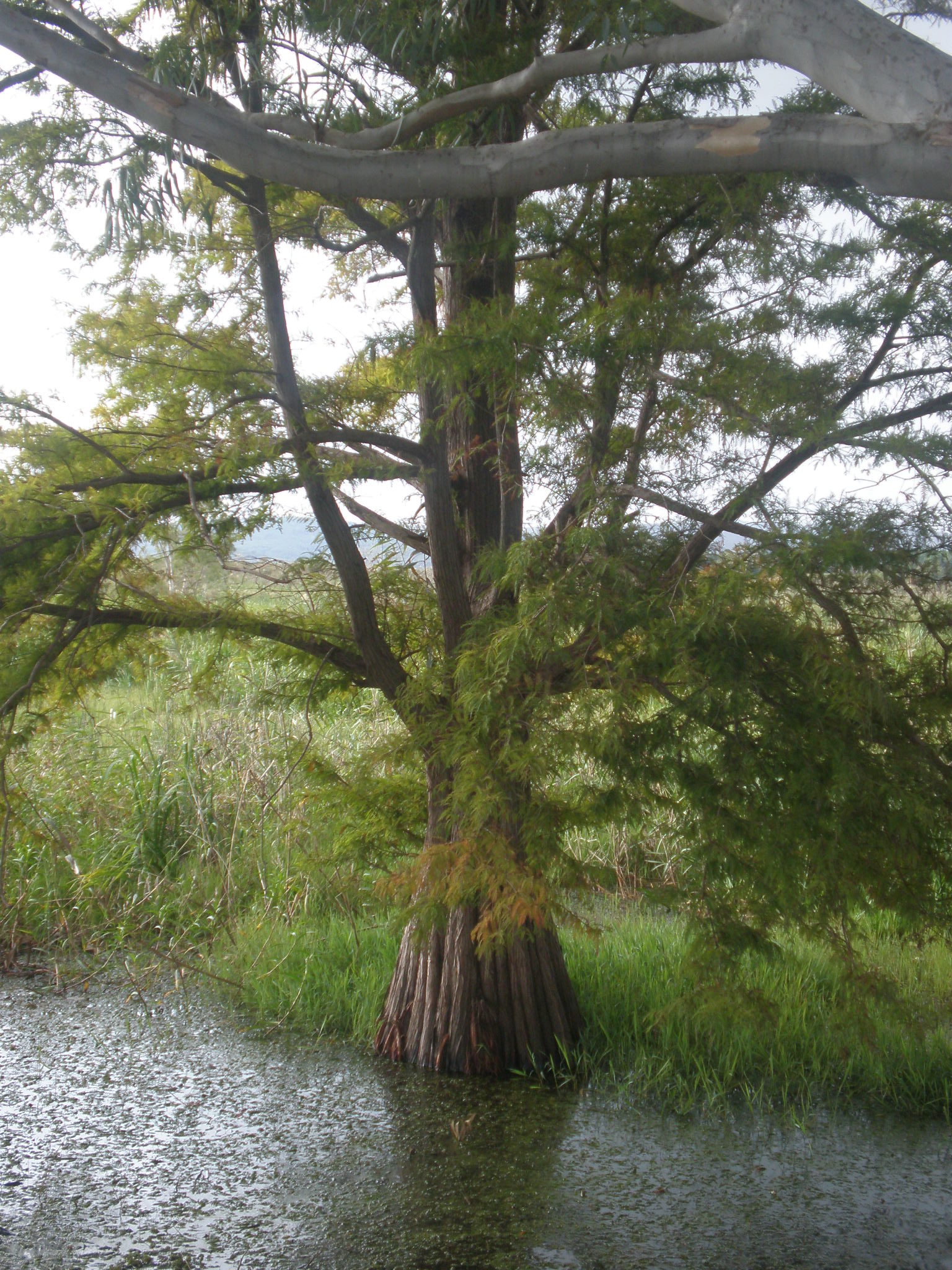
Tonga湖（アルジェリア）
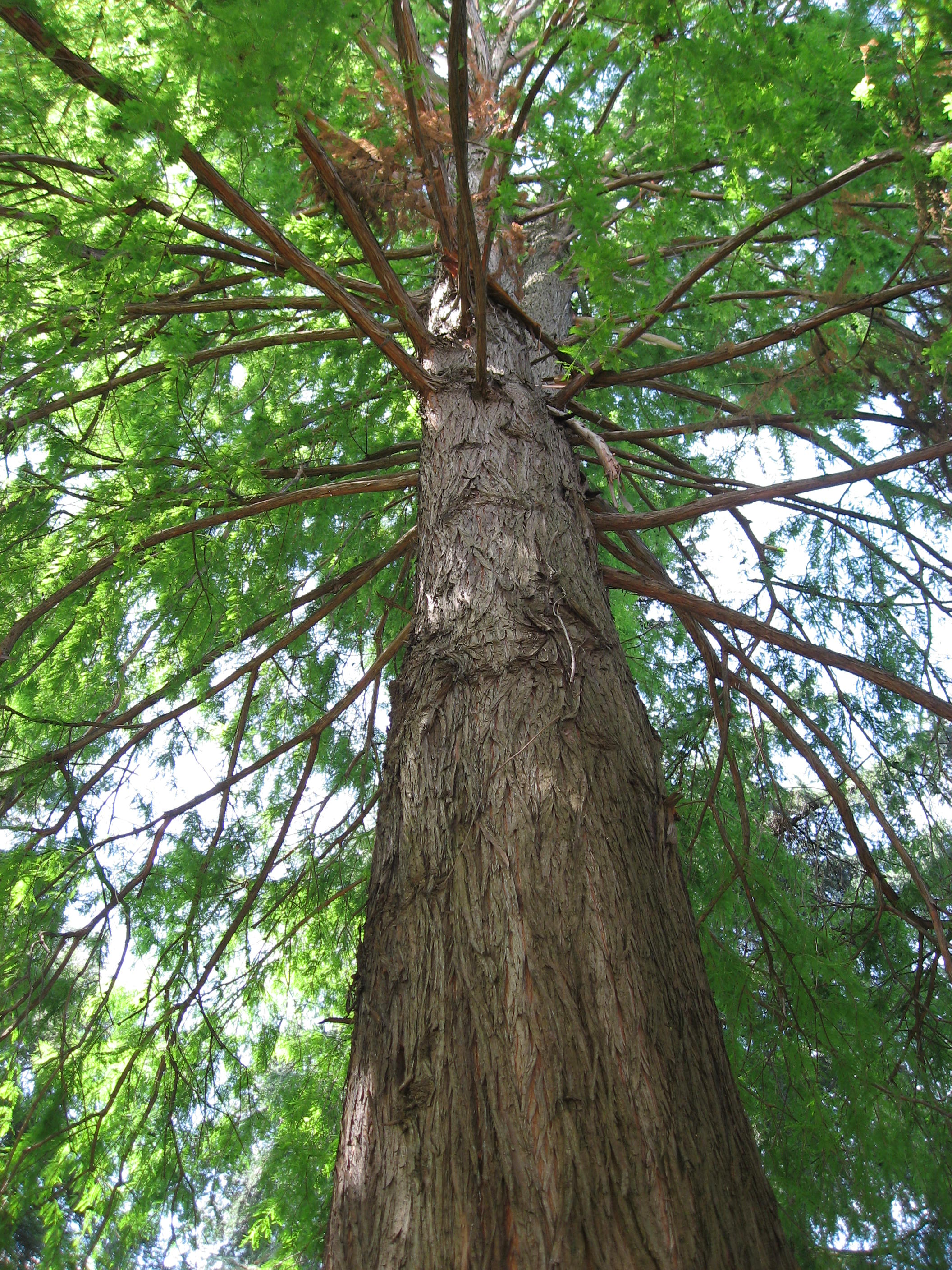
幹
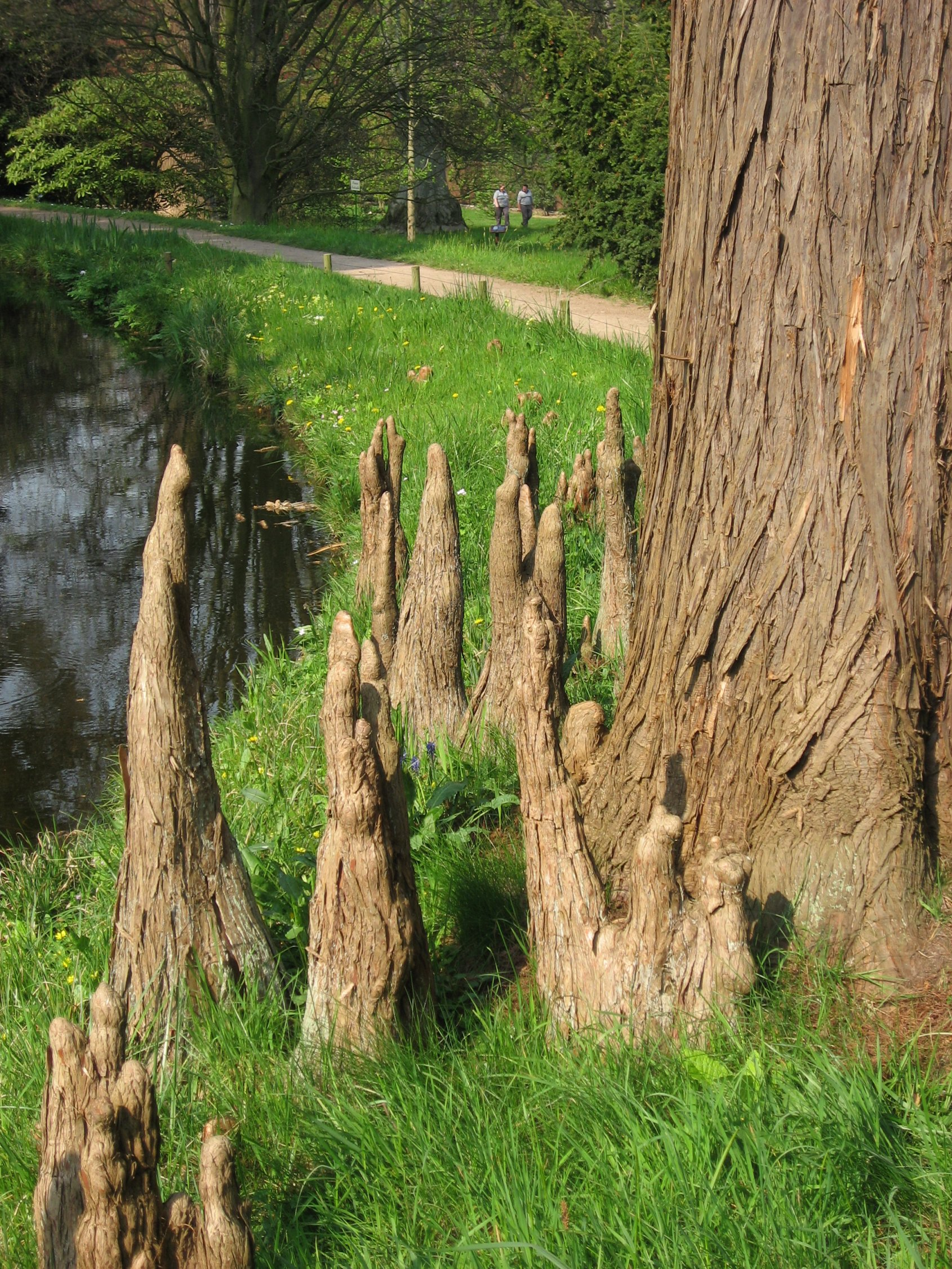
呼吸根
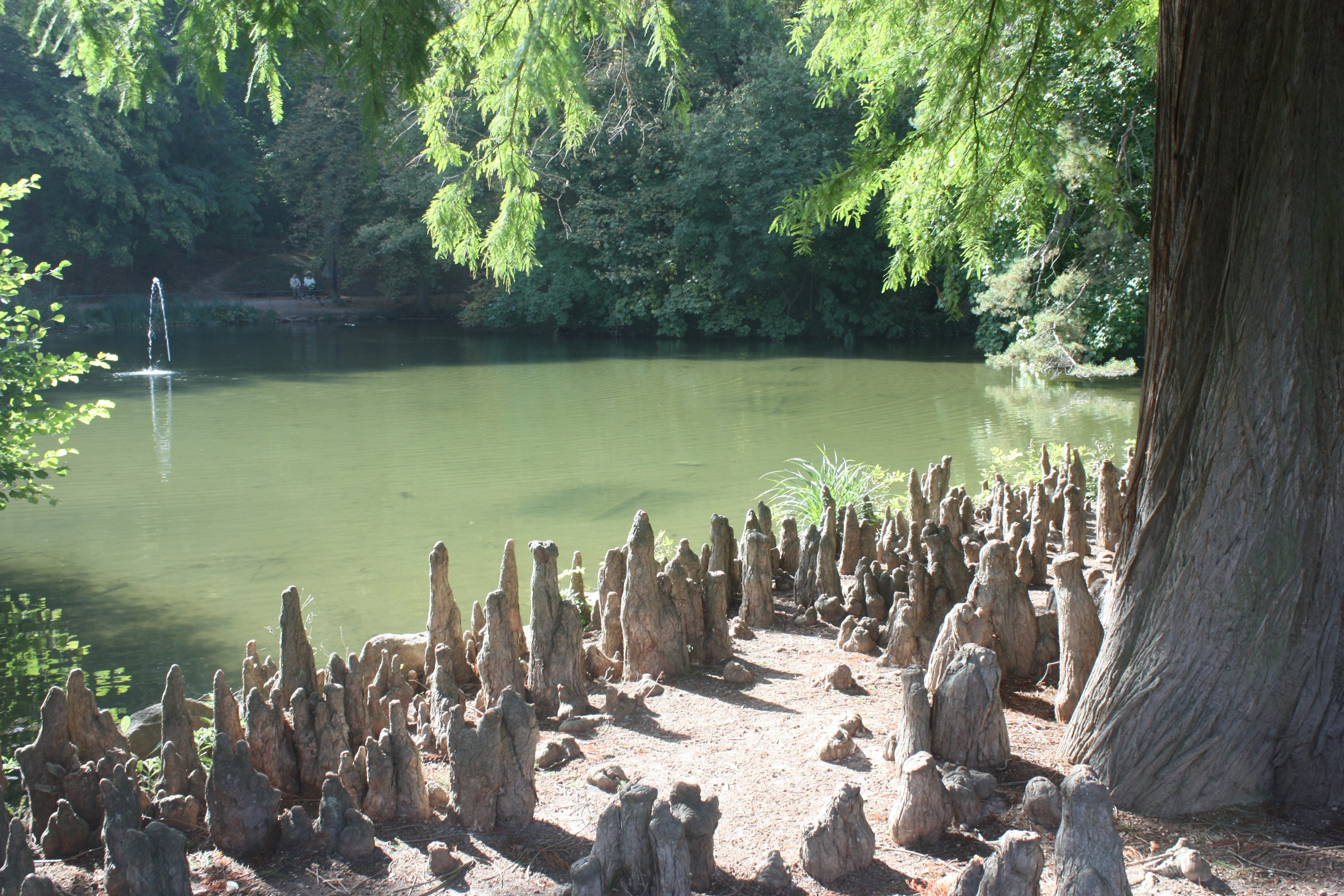
呼吸根
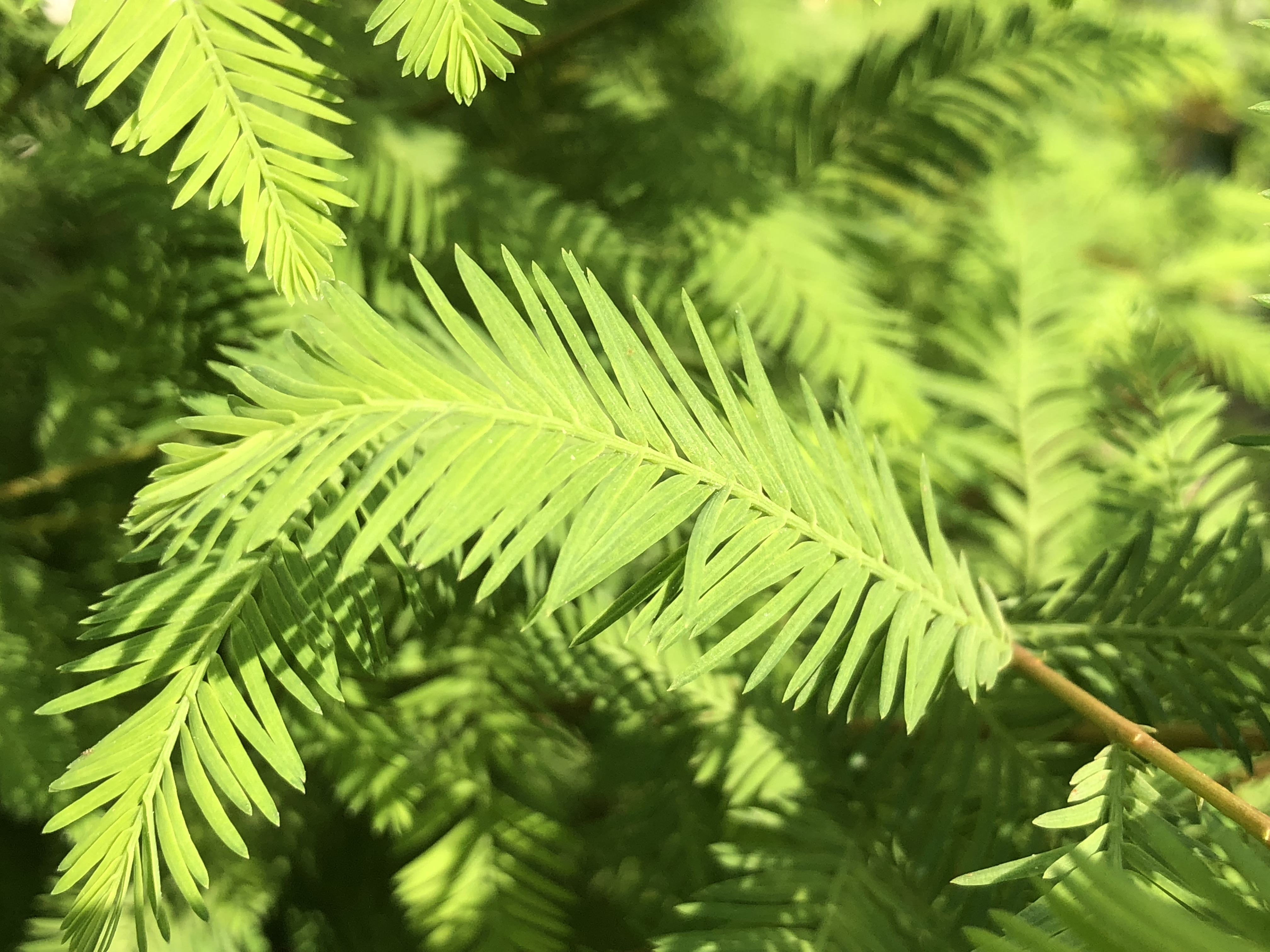
枝葉
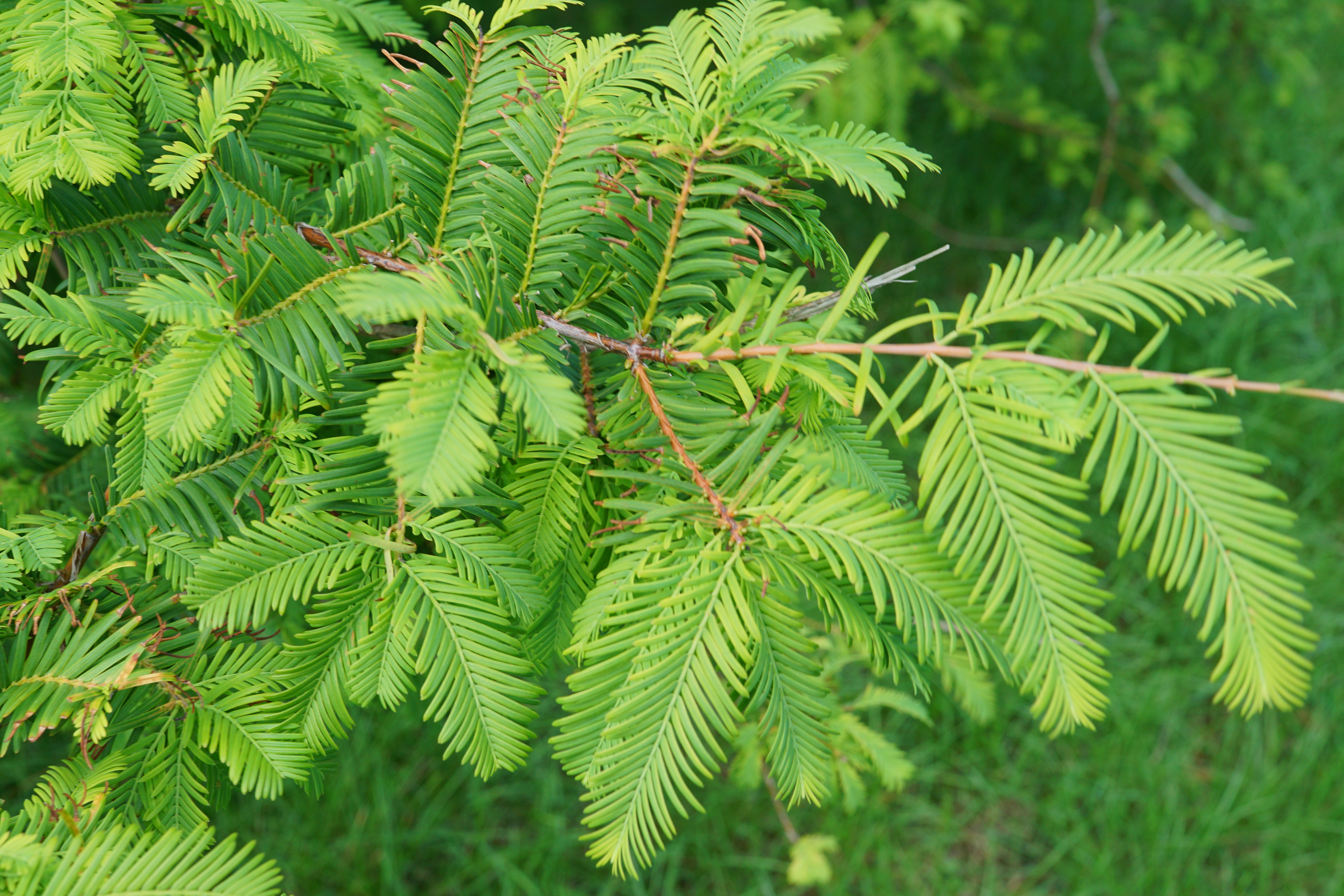
枝葉
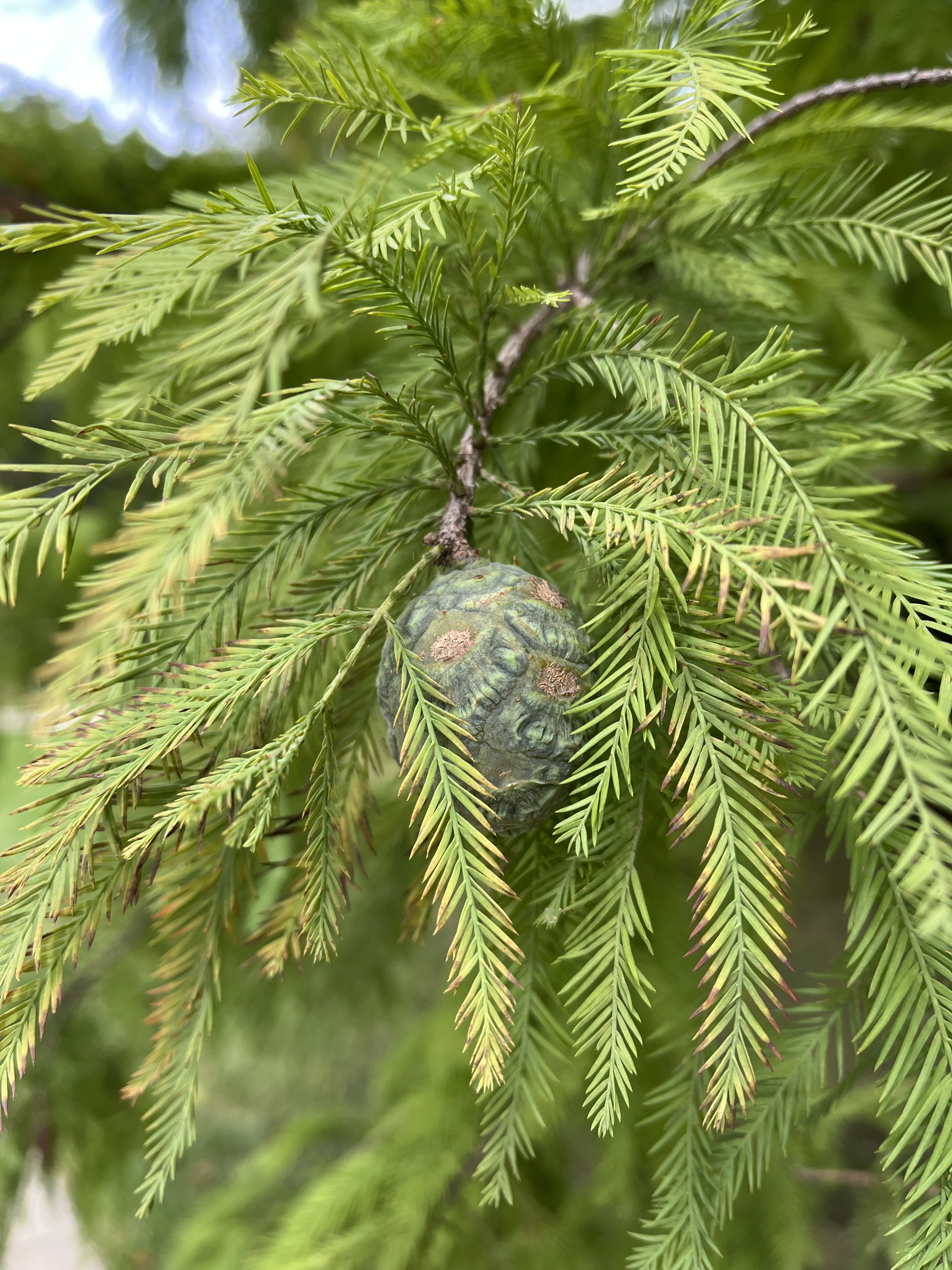
枝葉と球果